# نانسي برايس
نانسي برايس (بالإنجليزية: Nancy Price)‏ هي كاتبة يوميات وروائية وكاتِبة وشاعرة وممثلة بريطانية (وحملت سابقاً جنسية المملكة المتحدة لبريطانيا العظمى وأيرلندا)، ولدت في 3 فبراير 1880 في المملكة المتحدة، وتوفيت بنفس المكان في 31 مارس 1970.

## وصلات خارجية
- نانسي برايس على موقع IMDb (الإنجليزية)
- نانسي برايس على موقع قاعدة بيانات الفيلم (الإنجليزية)